# Нефтепроммаш
«Нефтепроммаш» (укр. Нафтопроммаш) — промышленное предприятие в городе Ахтырка Сумской области, прекратившее производственную деятельность.

## История
Ахтырский литейно-механический завод был построен в 1925 году в ходе индустриализации СССР. Во время Великой Отечественной войны предприятие пострадало в ходе боевых действий и немецкой оккупации, но в соответствии с четвёртым пятилетним планом восстановления и развития народного хозяйства СССР завод был восстановлен и вновь введён в эксплуатацию.
В конце 1950х годов перешедший в ведение министерства связи СССР завод был переориентирован на выпуск новой продукции (штемпелевальных машин, автоматических сортировочных установок для сортировки писем, установок ОСПК и КМПМ для сортировки посылок, иного оборудования для почтовой механизации, а также почтовых ящиков, телефонных будок и иных металлоконструкций и металлоизделий) и получил новое наименование: Ахтырский государственный союзный завод «Промсвязь».
В 1966 году завод был награждён орденом Трудового Красного Знамени, в 1977 году заводу было присвоено наименование "имени XXV съезда КПСС".
В советское время завод входил в число ведущих предприятий города, на балансе находились объекты социальной инфраструктуры (база отдыха, заводской Дом культуры и общежитие для рабочих).
После провозглашения независимости Украины в декабре 1993 года завод был передан в ведение государственного комитета нефтяной и газовой промышленности Украины и переориентирован на выпуск оборудования для нефтегазовой промышленности.
В 1994 году предприятие было преобразовано в открытое акционерное общество.
В условиях кризиса 1990х годов предприятие освоило производство потребительских товаров (отопительных котлов и мини-пекарен).
В августе 1997 года завод был включён в перечень предприятий, имеющих стратегическое значение для экономики и безопасности Украины.
В марте 2001 года Кабинет министров Украины принял решение о продаже остававшегося в государственной собственности контрольного пакета (25% + 1 акция) предприятия, акции были выставлены Фондом государственного имущества Украины на торги Украинской межбанковской валютной биржи в марте 2003 года.
В начале 2000х годов предприятие выпускало подогреватели нефти для трубопроводов, насосы, качалки и другое оборудование для нефтегазовой отрасли, запчасти к нему, а также глиносмесительные машины и иное оборудование.
В 2004 году завод освоил малосерийное производство подрессоренных карет и прогулочных колясок (став первым промышленным предприятием Украины, освоившим производство конных экипажей).
В марте 2010 года было открыто исполнительное производство о взыскании с ОАО «Нефтепроммаш» задолженности по зарплате, пенсионным и страховых взносов и иным выплатам на общую сумму 845 тыс. гривен, в соответствии с которым 26 декабря 2011 года суд наложил арест на банковский счета предприятия. В январе 2012 года было установлено, что при участии сотрудников государственной исполнительной службы Ахтырского межрайонного управления юстиции находившееся под арестом имущество завода на сумму 5,5 млн. гривен было незаконно продано. 31 января 2012 года «Сумыоблэнерго» остановило поставки электроэнергии на предприятие и завод остановил производственную деятельность. 4 мая 2012 года решением хозяйственного суда Сумской области «Нефтепроммаш» был признан банкротом. К концу 2012 года, завод уже не функционировал. В дальнейшем, завод был разобран на металлолом.
В феврале 2016 года на рассмотрение Ахтырского городского совета был вынесен вопрос о создании на заводской территории прекратившего деятельность завода "Нафтопроммаш" молокоперерабатывающего предприятия, по результатам рассмотрения вопроса строительство молокозавода было признано нецелесообразным.

## Память, отражение в культуре, искусстве и сувенирной продукции
- почтовый конверт «50 лет Ахтырскому ордена Трудового Красного Знамени союзному заводу "Промсвязь"» (СССР, 1975 год)
- Знаменосцы пятилетки. Иван Пантелеймонович Сушко. Бригадир слесарей-ремонтников Ахтырского союзного завода "Промсвязь". Москва: "Плакат", 1976